# Guiralt Abarca
Guiralt Abarca (Biescas, c. 1390 - Biescas, 1445). Cabeza de la rama principal de los Abarca, y Señor de Gavín, como sucesor de su padre, entre 1424 y 1445.

## Biografía
Guiralt era hijo de Rui Pérez Abarca, señor de Gavín,como así consta en diversa documentación del Archivo de la Corona de Aragón,sin embargo, no hay constancia de su filiación materna.
En agosto de 1414 aparece documentado su padre Rui Pérez por última vez, cuando el entonces príncipe Alfonso (futuro Alfonso V), les ordenó a Rui Pérez y a su hijo Guiralt (y a otros diez "valedores" suyos), que en un plazo de seis días comparecieran ante él, para responder por el asesinato del hijo de García Cajal, de Biescas (que se había querellado contra ellos).Desconocemos la determinación del príncipe en aquel lance, pero es evidente que aquel episodio había levantado la "ira regia".
En 1424 Guiralt ya aparece como "señor de Gavín" contratando una comanda con un judío de Jaca,por lo que para entonces su padre ya había fallecido. Reaparece nuevamente en 1426, en esta ocasión como "escudero y señor de Gavín", vendiendo a Narbona Cajal, vecina de Biescas, un casalón sito en dicho lugar,por lo que podría interpretarse que la antigua disputa de su padre con los Cajal de Biescas, ya se había superado.
Guiralt es citado por Zurita con ocasión de las "banderías" o conflictos surgidos a partir de 1426 entre los dos clanes nobiliarios que dominaban el valle de Tena: los Abarca y sus tradicionales adversarios los Lanuza.En estos conflictos locales entre clanes nobiliarios, Guiralt contaba con sus "valedores", o personas de la máxima confianza (compuesta por nueve franceses y catorce aragoneses), liderados por su hijo Rodrigo.Conflictos que llegaban a ser incluso sangrientos y mortales: así, en 1426 se decreta una tregua de seis meses que pusiera paz entre ambos bandos, con ocasión de la muerte de un partidario de los Lanuza;y en 1430, Rodrigo Abarca firma una nueva paz, en este caso perpetua con la familia del Cacho, por la muerte de dos de sus miembros.
En 1443 otro conflicto ultrapirenáico alteró el valle, con el robo de unas vacas a un noble del valle de Ossau en Francia, por parte de algunos hombres del señor de Gavín. Finalmente, el conflicto fue resuelto y las vacas fueron devueltas.
Guiralt falleció poco después de otorgar testamento en noviembre de 1445, pues el propio testador reconoce que está "ocupado de enfermedad, empero loado Dios en mi buen seso y palabra". Nombró "espondalero" (albacea) a su hijo Rodrigo, y ordenó ser enterrado en la iglesia de Gavín, donde estableció una capellanía en memoria de sus padres, así mismo estableció la viudedad foral para su esposa Guillerma a quien ordenó satisfacer todas sus deudas legítimas.
Es posible que el señorío alcanzara su máximo esplendor y extensión en los tiempos de Guiralt pues, a su muerte en 1445, dejó en herencia la jurisdicción señorial sobre 12 lugares: Gavín, Yésero, Orós Alto, Orós Bajo, Oliván, Lárrede, Navasa, Sasal, los actuales despoblados de Susín, Casbas de Jaca, Berbusa y Ainielle; además de la propiedad sobre cuatro pardinas sitas dos en el valle del río Aurín y otras dos en Fañanás e Isábal, una torre en Biescas con sus dos molinos (el harinero y el "trapero" o batán) y, finalmente, la Casa-palacio solar del linaje en Gavín, tres casas-palacio más en Susín, dos en Senegüé, y otra en Baraguás "con todos sus heredamientos", amén de los más de 1.000 florines de oro que dispuso entre mandas dotales de sus hijas, o legítimas. Y en lo que respecta a los derechos señoriales, su hijo Lope, y principal sucesor, identificó notarialmente a todos sus vasallos el 5 de julio de 1446: un total de 65 casas, 27 de ellas infanzonas.

## Matrimonios e hijos
El testamento de Guiralt, otorgado en Biescas el 8 de noviembre de 1445, nos aporta una completa visión de su familia y todos sus hijos, los legítimos y los naturales, a los que dotó en mayor o menor medida.
De un primer matrimonio del que no costa el nombre de la madre, Guiralt declara haber tenido un hijo:
- Juan Abarca, nacido en torno a 1415, a quien Guiralt le dejó una casa-palacio en Baraguás "con todos sus heredamientos" y 50 florines de oro;

En 1426 casó con Guillerma López de Gurrea, con quien tuvo siete hijos:
- Lope Abarca Gurrea, su sucesor (fallecido en 1492) a quien le dejó los señoríos de Gavín, Yésero, Orós Alto, Orós Bajo, Oliván, Lárrede, Susín, Casbas de Jaca, Berbusa y Ainielle, dos pardinas ubicadas en Isábal y Fañanás, y una torre en Biescas con dos molinos. Guiralt le impuso la condición de no disponer de dicho patrimonio sino en favor de sus herederos, constituyendo así una suerte de mayorazgo mucho antes de su regulación legal en 1505 con las Leyes de Toro. Contrajo matrimonio con Juana de Lobie con quien tuvo, entre otros, a Lope II (su sucesor, que falleció joven, en torno a 1494) y Sancho Abarca de Lobie, nacido alrededor de 1490 y que sucedió a su hermano mayor como señor de Gavín, siendo todavía un niño;[13]

- Guiralt II Abarca Gurrea, a quien le dejó los señoríos de Navasa y Sasal, las pardinas de Ex y Estarruás en el valle del río Aurín, y tres casas-palacio en Susín y otras dos en Senegüé.[14]Al igual que a su hermano Lope, el testador le impuso la condición de no disponer de dicho patrimonio, sino en favor de sus herederos. Estos dos hijos, Lope y Guiralt II, iniciaron sendas ramas de los Abarca (los señores de Gavín y los señores de Navasa) que se unificarían el 5 de junio de 1546 por el matrimonio de un bisnieto de Guiralt II (Matías Abarca) con una nieta de Lope (Ana: hija de Sancho Abarca de Lobie);[15]

- Juan Abarca Gurrea, al que le asegura los gastos de su educación y estudios;

- Rui Pérez Abarca Gurrea, al que le asegura los gastos de su educación y estudios;

- Elvira Abarca Gurrea, a quien su padre le dejó 400 florines de oro "para cuando tome estado";

- Marcela Abarca Gurrea, a quien le dejó 300 florines de oro;

- Violante Abarca Gurrea, a quien le dejó 200 florines de oro.

Además de los hijos anteriores, Guiralt reconoció los siguientes hijos de ganancia o naturales, tenidos antes de su matrimonio con Guillerma. Todos ellos fueron reconocidos por Guiralt: en primer lugar, por citarlos en su testamento; en segundo lugar, por asignarles cierta cantidad en concepto de legítima; en tercer lugar, por llamarles a la sucesión de sus señoríos a falta de descendencia legítima (solo a sus hijos varones); pero también, por legarles ciertos bienes o derechos, en el caso de los varones, o acomodarlas con matrimonios ventajosos, en el caso de las hijas.
- Rodrigo Abarca. Nace en torno a 1410-1415, siendo dotado en el testamento de su padre con 50 florines de oro en concepto de legítima, y otros 25 florines al año sobre una capellanía en Gavín, para sufragar sus estudios, además de "tabla franca" a perpetuidad de comer y beber. En 1440 su padre Guiralt le otorga poderes de representación mediante escritura notarial.[16]En torno a 1440, contrajo matrimonio con Sancha de Acín, heredera de ⅛ de los señoríos de Garcipollera, en virtud de una sentencia arbitral de 1430,[17]con quien tuvo a Guiralt Abarca, quien en 1494 permutó dicha porción en Garcipollera con su pariente Juan Abarca Gurrea, por los señoríos de Serué y Bailín.[18] Rodrigo fue la persona en la que Guiralt depositó su confianza para defender los derechos del señorío frente a sus adversarios;

- Catalina Abarca. Nacida en torno a 1415, contrae matrimonio en 1440 con Blasco III de Acín, señor de Aruej, con quien tuvo a Blasco IV de Acín Abarca (su esposo Blasco III, era hermano de la esposa de su hermano Rodrigo, produciéndose por tanto un matrimonio doble entre ambas familias). Aparte de los 5 sueldos en concepto de legítima, no recibió nada en el testamento de su padre, pues según la costumbre, ya debía haber sido acomodada y dotada al contraer matrimonio;

- Antón Abarca, que recibe 50 florines de oro en concepto de legítima;

- Marcela Abarca, quien tan solo recibe 5 sueldos en concepto de legítima paterna, pues ya había sido acomodada, y dotada, al contraer matrimonio con García Garassa.